# Magnus Dahl (handbollsspelare)
Magnus Dahl, född 28 september 1988 i Oslo, är en norsk tidigare handbollsmålvakt.

## Klubbar
- Nordstrand IF (–2006)
- Follo HK (2006–2007)
- Fyllingen Håndball (2008–2010)
- Paris HB (2010–2012)
- BM Atlético de Madrid (2012–2013)
- HSG Wetzlar (2013–2015)
- IFK Kristianstad (2015)
- Skjern Håndbold (2015–2017)